# Juraj Kolník
Juraj Kolník (ur. 13 listopada 1980 w Nitrze) – słowacki hokeista, reprezentant Słowacji.

## Kariera
- HK Nitra (1995-1997)
- Quebec Remparts (1998)
- Rimouski Océanic (1998-2000)
- New York Islanders (2000-2001)
- Lowell Lock Monsters (2000-2001)
- Springfield Falcons (2000-2001)
- Bridgeport Sound Tigers (2001-2002)
- Florida Panthers (2002-2004, 2005-2007)
- San Antonio Rampage (2002-2005)
- Servette Genewa (2007-2010)
  -  HC Davos (turnieje o Puchar Spenglera: 2008 i 2009)
- Dinamo Moskwa (2010-2012)
  -  Dinamo Bałaszycha (2011)
- ZSC Lions (2012)
- GC Küsnacht Lions (2012)
- Rapperswil-Jona Lakers (2012-2013)
- SCL Tigers (2013-2014)
- Laval Braves (2014-2015)
- Nottingham Panthers (2015-2016)
- Jonquière Marquis (2016-2018)

Wychowanek HK Nitra. W 1998 wyjechał do Kanady i przez dwa lata grał w juniorskiej lidze QMJHL w ramach
CHL. W tym czasie w drafcie NHL z 1999 został wybrany przez New York Islanders. Przez następne siedem sezonów grał w dwóch amerykańskich klubach ligi NHL, a także równolegle w zespołach farmerskich w AHL. W 2007 powrócił do Europy i od tego czasu grał w Szwajcarii, wpierw w najwyższej klasie rozgrywkowej NLA. Łącznie w NHL zagrał w 295 meczach, zdobył 95 punktów. Od czerwca 2010 do stycznia 2012 był zawodnikiem Dinama Moskwa w rosyjskiej lidze KHL, jednak rozegrał tylko osiem spotkań.  Od czerwca 2013 w drugiej lidze NLB w drużynie Langnau. Od września zawodnik Laval Braves w lidze LNAH. Od lipca 2015 zawodnik Nottingham Panthers. Od sierpnia 2016 zawodnik kanadyjskiego zespołu Jonquière Marquis w lidze LNAH.
Uczestniczył w turniejach mistrzostw świata w 2004, 2008.

## Sukcesy
Klubowe
- Trophée Jean Rougeau: 2000 z Rimouski Océanic
- Coupe du Président - mistrzostwo QMJHL: 2000 z Rimouski Océanic
- Memorial Cup - mistrzostwo CHL: 2000 z Rimouski Océanic
- Mistrzostwo dywizji AHL: 2002 z Bridgeport Sound Tigers
- Mistrzostwo konferencji AHL: 2002 z Bridgeport Sound Tigers
- Mistrzostwo w sezonie zasadniczym AHL: 2002 z Bridgeport Sound Tigers
- F.G. „Teddy” Oke Trophy: 2002 z Bridgeport Sound Tigers
- Srebrny medal mistrzostw Szwajcarii: 2008, 2010 z Servette Genewa
- Złoty medal mistrzostw Szwajcarii: 2012 z ZSC Lions
- Złoty medal mistrzostw Wielkiej Brytanii: 2016 z Nottingham Panthers (play-off)

Indywidualne
- Memorial Cup 2000:
  - Skład gwiazd turnieju
- AHL 2001/2002:
  - Najlepszy zawodnik tygodnia – 31 marca 2002
- NLA 2007/2008:
  - Pierwsze miejsce w klasyfikacji asystentów w sezonie zasadniczym: 45 asyst
  - Drugie miejsce w klasyfikacji kanadyjskiej w sezonie zasadniczym: 66 punktów
  - Skład gwiazd
- NLA 2008/2009:
  - Pierwsze miejsce w klasyfikacji asystentów w sezonie zasadniczym: 47 asyst
  - Pierwsze miejsce w klasyfikacji kanadyjskiej w sezonie zasadniczym: 72 punktów
  - Skład gwiazd
- Puchar Spenglera 2009:
  - Pierwsze miejsce w klasyfikacji strzelców turnieju: 5 goli
  - Skład gwiazd turnieju